# Јелена Палеолог (ћерка деспота Димитрија)
Јелена Палеолог (Грчки: Ἑλένη Παλαιολογίνα; 23. април 1442 – око 1469. године), позната и као Хелена Хатун, била је ћерка и једино дете деспота Димитрија II Палеолога, деспота Морејског, брата последњег византијског цара Константина XI Палеолога. Њена мајка је била деспина Теодора Асенина из породице Асен, породице која је некада владала Бугарском. Чувена по својој лепоти, султан Мехмед II, који је освојио Цариград 1453. године, узео ју је у свој харем након освајања Мореје 1460. године, али је убрзо одлучио да је остави у провинцији, вероватно због страха да не буде отрован од ње.
Уместо да остане у султановом харему, султанија Јелена је добила годишњи приход и велико имање у Адријанопољу, где је живела до смрти од непознатих узрока око 1469. године, са свега око 27 година.

## Биографија
Јелена Палеолог, рођена 23. априла 1442. године, била је ћерка и једино дете деспота Димитрија II Палеолога, деспота Мореје, брата цара Константина XI Палеолога, последњег византијског цара. Њена мајка је била Теодора Асен, ћерка Павла Асена, из древне породице Асена, која је некада владала Другим бугарским царством. У време Јелениног рођења, деспот Димитрије II је био деспот Месембрије, који је постављен за деспота Мореје тек 1449. године. У своје време, деспина Јелена је била позната по томе што је била лепа и духовита.
Године 1455, две године након пада Константинопоља, Јеленин отац деспот Димитрије II покушао је да склопи брачни савез са Арагоном и Напуљем тако што је покушао да вери деспину Јелену, тада стару 13 година, за унука краља Алфонса V Великодушног. Након што је султан Мехмед II, који је освојио Цариград 1453. године и који је сада владао као сизерен деспота Димитрија II и његовог савладара и млађег брата деспота Томе, извршио инвазију на Мореју 1458. године, јер није добио договорени данак од стране двојице деспота, ови планови за брак су пропали. Уместо тога, султан Мехмед II је објавио да ће се оженити деспином Јеленом.
Од 1459. до 1460. године, деспот Димитрије II и деспот Тома су водили грађански рат око контроле над деспотовином Морејом, који се завршио тек интервенцијом султана Мехмеда II и припајањем обе њихове територије Османском царству. Док је деспот Тома побегао у изгнанство, деспот Димитрије II се без борбе предао Османлијама у Мистри. Пошто се плашио султанове одмазде, деспина Јелена и њена мајка деспина Теодор су већ биле послате на сигурно у Монемвасију. Дана 31. маја, султан Мехмед II је стигао у околину Мистре и састао се са уплашеним деспотом Деимитријем II, захтевајући од деспота Димитрија да опозове деспину Теодору и деспину Јелену из Монемвасије и преда их султану Мехмеду II како би могли да га прате до Адријанопоља. Султан Мехмед II је вероватно, барем у почетку, намеравао да деспина Јелена, сада стара 18 година, уђе у његов харем, и да њу и њену мајку на чување неким од евнуха у својој пратњи. Како каже византијски историчар Теодор Спандоун, султан Мехмед II се никада није оженио деспином Јеленом:
"Деспот Димитрије који је владао у Мистри, изгледа, дозволио је султану да освоји Пелопонез јер је Мехмед обећао да ће му узети кћер за жену. Она је била његово једино дете и наследница свега што је имао. Мехмед, међутим, више није хтео да ожени Димитријеву ћерку; и умрла је као девица у Адријанопољу".
Разлог зашто султанија Јелена није остала у султановом харему је непознат, али је могуће да се султан Мехмед II плашио да би девојка могла да покуша да га отрује.Уместо тога, султанији Јелени је султан Мехмед II обезбедио годишње приходе и велико имање у Адријанопољу, иако јој је било забрањено да се преуда. Умрла је од непознатог узрока око 1469. године, са само око 27 година, а оба њена родитеља, толико погођена тугом да су се повукли у монашки живот, умрла су следеће године.